# Underworld (film, 2003)
Underworld är en amerikansk action-/fantasyfilm från 2003 i regi av Len Wiseman, med Kate Beckinsale, Scott Speedman, Michael Sheen och Shane Brolly i rollerna.

## Handling
Genom århundraden har ett krig rasat mellan vampyrer och varulvar (Lykaner). Vampyren Selene (Kate Beckinsale) är en dödsbringare (jägare), som spårar och dödar lykaner. Under ett spaningsuppdrag får hon syn på Michael Corvin, som är människa, och strax efteråt bryter en eldstrid ut mellan vampyrerna och lykanerna. Endast Selene överlever och när hon analyserar spaningsfotona inser hon att varulvarna följt efter Michael. Nyfiken varför de förföljt honom söker hon upp honom.
Hon inser dock snart att en komplott mot vampyrerna är i rörelse och högt uppsatta vampyrer konspirerar med lykanerna. För att rädda Michael bestämmer sig Selene för att bryta mot vampyrernas urgamla lagar och väcka den mäktigaste av alla vampyrer: hennes adoptivfar Viktor!

## Om filmen
Filmen har tre uppföljare: Underworld: Evolution, från 2006, Underworld: Rise of the Lycans från 2009,  Underworld: Awakening från 2012, och  Underworld: Blood Wars från 2016.

## Rollista
| Kate Beckinsale  | – Selene            |
| Scott Speedman   | – Michael Corvin    |
| Michael Sheen    | – Lucian            |
| Shane Brolly     | – Kraven            |
| Bill Nighy       | – Viktor            |
| Erwin Leder      | – Singe             |
| Sophia Myles     | – Erika             |
| Robbie Gee       | – Kahn              |
| Wentworth Miller | – Dr. Adam Lockwood |
| Kevin Grevioux   | – Raze              |
| Zita Görög       | – Amelia            |

## Musik i filmen
- Renholder - Now I know
- Renholder - Down in the lab
- Renholder - Death dealer's descent
- David Bowie - Bring me the disco king(loner mix)
- A Perfect Circle - Judith
- Renholder - Coward
- Puscifer - Rev 22:20
- The Damning well - Awakening
- Skinny Puppy - Optimissed